# Campeonato Mundial de Patinaje de Velocidad sobre Hielo de 2018
El CXII Campeonato Mundial de Patinaje de Velocidad sobre Hielo se celebró en Ámsterdam (Países Bajos) del 9 al 11 de marzo de 2018 bajo la organización de la Unión Internacional de Patinaje sobre Hielo (ISU) y la Federación Neerlandesa de Patinaje sobre Hielo.
Las competiciones se realizaron en el Estadio Olímpico de la capital neerlandesa. 

## Calendario
| Fecha       | Hora  | Prueba     |
| ----------- | ----- | ---------- |
| 9 de marzo  | 19:30 | 500 m F    |
| 9 de marzo  | 20:15 | 3000 m F   |
| 10 de marzo | 16:15 | 500 m M    |
| 10 de marzo | 17:00 | 1500 m F   |
| 10 de marzo | 18:20 | 5000 m M   |
| 10 de marzo | 21:00 | 5000 m F   |
| 11 de marzo | 13:30 | 1500 m M   |
| 11 de marzo | 15:05 | 10 000 m M |

## Resultados

### Masculino
| Evento                        | Oro                                         | Plata                                          | Bronce                                      |
| ----------------------------- | ------------------------------------------- | ---------------------------------------------- | ------------------------------------------- |
| 500 m (10.03)                 | Patrick Roest · Países Bajos · 36,97 s      | Konrad Niedźwiedzki · Polonia · 37,00 s        | Haralds Silovs Letonia 37,04 s              |
| 1500 m (11.03)                | Sverre Lunde Pedersen · Noruega · 1:48,33   | Patrick Roest · Países Bajos · 1:49,87         | Haralds Silovs Letonia 1:49,97              |
| 5000 m (10.03)                | Sverre Lunde Pedersen · Noruega · 6:33,81   | Sven Kramer · Países Bajos · 6:34,15           | Marcel Bosker · Países Bajos · 6:35,39      |
| 10000 m (11.03)               | Nils van der Poel · Suecia · 13:40,38       | Patrick Roest · Países Bajos · 13:44,94        | Marcel Bosker · Países Bajos · 13:49,49     |
| Clasificación general (11.03) | Patrick Roest · Países Bajos · 154,547 pts. | Sverre Lunde Pedersen · Noruega · 154,941 pts. | Marcel Bosker · Países Bajos · 155,953 pts. |

### Femenino
| Evento                        | Oro                                 | Plata                                         | Bronce                                               |
| ----------------------------- | ----------------------------------- | --------------------------------------------- | ---------------------------------------------------- |
| 500 m (09.03)                 | Miho Takagi Japón 39,01 s           | Gabriele Hirschbichler · Alemania · 40,22 s   | Ayaka Kikuchi Japón 40,32 s                          |
| 1500 m (10.03)                | Miho Takagi Japón 1:58,82           | Ireen Wüst · Países Bajos · 1:58,89           | Francesca Lollobrigida · Italia · 2:00,48            |
| 3000 m (09.03)                | Ireen Wüst · Países Bajos · 4:15,80 | Miho Takagi Japón 4:19,78                     | Martina Sáblíková · República Checa · 4:21,05        |
| 5000 m (10.03)                | Ireen Wüst · Países Bajos · 7:26,85 | Martina Sáblíková · República Checa · 7:28,17 | Annouk van der Weijden · Países Bajos · 7:29,12      |
| Clasificación general (11.03) | Miho Takagi Japón 166,905 pts.      | Ireen Wüst · Países Bajos · 167,758 pts.      | Annouk van der Weijden · Países Bajos · 169,840 pts. |

## Medallero
- Solo se otorgan medallas en la clasificación general.

| Núm. | País         | Oro | Plata | Bronce | Total |
| ---- | ------------ | --- | ----- | ------ | ----- |
| 1    | Países Bajos | 1   | 1     | 2      | 4     |
| 2    | Japón        | 1   | 0     | 0      | 1     |
| 3    | Noruega      | 0   | 1     | 0      | 1     |
|      | TOTAL        | 2   | 2     | 2      | 6     |